# Universidad de Allahabad
La Universidad de Allahabad conocida informalmente en inglés como Allahabad University, es una universidad pública centralizada ubicada en la ciudad de Prayagraj, Uttar Pradesh en la India. Fue fundada el 23 de septiembre de 1887 y está considera como la cuarta mejor universidad en India.